# Santa María Temaxcaltepec
Santa María Temaxcaltepec là một đô thị thuộc bang Oaxaca, México. Năm 2005, dân số của đô thị này là 2628 người.